# Luis Álvaro (motociclista)
Luis Álvaro (Sevilla, 25 de julio de 1972) fue un piloto de motociclismo español, que compitió en el Campeonato del Mundo de Motociclismo desde 1989 hasta 1995.

## Biografía
Luis Álvaro tuvo sus primeros contactos con el motociclismo con 12 años cuando hizo competiciones de motocross. A los 14 años, pasa a la velocidad y compite en el Critérium Solo Moto, que acabaría ganando en 1988 en las categorías de 80 y 125cc. En 1989 da el salto al Mundial con una Krauser privada y logra una meritoria sexta posición en el Gran Premio de Checoslovaquia. En 1990 ficha por Derbi y se convierte (junto a Ezio Gianola) en los últimos pilotos de la marca española antes de su retirada del Mundial. Los problemas económicos de la escudería catalana marcaron sus resultados esa temporada.
De 1991 a 1995, seguiría compitiendo en el Mundial en la categoría de 125cc sin resultados destacables.

## Resultados en el Campeonato del Mundo
Sistema de puntuación desde 1988 hasta 1991:
| Posición | 1.º | 2.º | 3.º | 4.º | 5.º | 6.º | 7.º | 8.º | 9.º | 10.º | 11.º | 12.º | 13.º | 14.º | 15.º |
| Puntos   | 20  | 17  | 15  | 13  | 11  | 10  | 9   | 8   | 7   | 6    | 5    | 4    | 3    | 2    | 1    |

Sistema de puntuación en 1992:
| Posición | 1.º | 2.º | 3.º | 4.º | 5.º | 6.º | 7.º | 8.º | 9.º | 10.º |
| Puntos   | 20  | 15  | 12  | 10  | 8   | 6   | 4   | 3   | 2   | 1    |

Sistema de puntuación de 1993 hasta 2022:
| Posición | 1.º | 2.º | 3.º | 4.º | 5.º | 6.º | 7.º | 8.º | 9.º | 10.º | 11.º | 12.º | 13.º | 14.º | 15.º |
| Puntos   | 25  | 20  | 16  | 13  | 11  | 10  | 9   | 8   | 7   | 6    | 5    | 4    | 3    | 2    | 1    |

(Carreras en negrita indica pole position, carreras en cursiva indica vuelta rápida)
| Año  | Cat.  | Moto     | 1       | 2     | 3     | 4       | 5       | 6       | 7       | 8       | 9       | 10      | 11      | 12      | 13      | 14     | 15    | Pts. | Pos. |
| ---- | ----- | -------- | ------- | ----- | ----- | ------- | ------- | ------- | ------- | ------- | ------- | ------- | ------- | ------- | ------- | ------ | ----- | ---- | ---- |
| 1989 | 80cc  | Krauser  |         |       |       | SPA Ret | NAT Ret | GER Ret |         | YUG Ret | NED 17  |         |         |         |         | CZE 6  |       | 10   | 20.º |
| 1990 | 125cc | Derbi    | JPN DNS |       | SPA - | NAT -   | GER -   | AUT -   | YUG -   | NED -   | BEL -   | FRA DNQ | GBR DNQ | SWE DNQ | CZE -   | HUN -  | AUS - | 0    | -    |
| 1991 | 125cc | Derbi    | JPN -   | AUS - |       | SPA 15  | ITA 25  | GER 11  | AUT 20  | EUR 9   | NED Ret | FRA 29  | GBR Ret | RSM DNQ | CZE 19  |        | MAL - | 13   | 23.º |
| 1992 | 125cc | JJ Cobas |         | AUS - | MAL - | SPA Ret | ITA -   | EUR Ret | GER 17  | NED 26  | HUN 20  | FRA Ret | GBR 18  | BRA Ret | RSA Ret |        |       | 0    | -    |
| 1993 | 125cc | Honda    | AUS -   | MAL - | JPN - | SPA -   | AUT -   | GER 29  | NED Ret | EUR Ret | RSM 27  | GBR Ret | CZE 21  | ITA 26  | USA Ret | FIM 24 |       | 0    | -    |
| 1994 | 125cc | Yamaha   | AUS -   | MAL - | JPN - | SPA -   | AUT -   | GER -   | NED -   | ITA -   | FRA -   | GBR -   | CZE -   | USA -   | ARG -   | EUR 17 |       | 0    | -    |
| 1995 | 125cc | Honda    | AUS -   | MAL - | JPN - | ESP Ret | GER -   | ITA -   | NED -   | FRA -   | GBR -   | CZE -   | BRA -   | ARG -   | EUR Ret |        |       | 0    | -    |